# Łęgajny (stacja kolejowa)
Łęgajny – stacja kolejowa w Łęgajnach na linii kolejowej nr 353, w województwie warmińsko-mazurskim, w powiecie olsztyńskim, w Polsce.

## Ruch pasażerski
| Rok  | Wymiana pasażerska na dobę |
| ---- | -------------------------- |
| 2017 | 50-99                      |
| 2022 | 20-49                      |

13 marca 2016 roku dotychczasową nazwę Lęgajny zastąpiono obecną – Łęgajny.